# أتكينسون فائق الوضوح
خط أتكينسون فائق الوضوح هو خط متوفر مجانًا، مبني على أساس خطوط سانز سيريف غريبة، مصمم ليكون سهل القراءة للقراء ضعاف البصر جزئيًا، مع تمييز جميع الأحرف عن بعضها البعض بأقصى قدر ممكن. طُوّر هذا الخط من قِبل معهد برايل الأمريكي بالتعاون مع أعمال التصميم التطبيقي، وهو متاح بموجب ترخيص الخط المفتوح. فاز بجائزة فاست كومباني في التصميم للتصميم الجرافيكي عام 2019، ورُشّح لجائزة ديزين للتصميم الجرافيكي عام 2020.

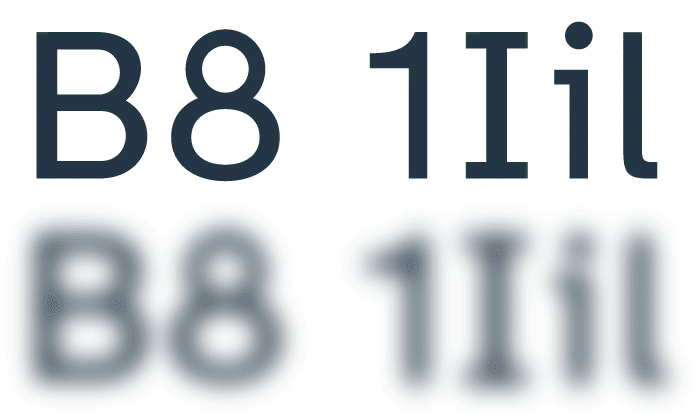
المظهر الطبيعي للخط أعلاه، وتأثير ضبابي يحاكي كيف قد تظهر نفس الحروف لشخص يعاني من ضعف البصر أدناه

## التاريخ
بدأ المشروع كجزء من إعادة صياغة العلامة التجارية المرئية في معهد برايل، والذي تعاقد مع استوديو أعمال التصميم التطبيقي للعمل مع متخصص في حالات ضعف البصر من معهد برايل ولجنة من الأشخاص الذين يعانون من مثل هذه الحالات. معظم الطلاب الذين يعمل معهم معهد برايل ليسوا مكفوفين تمامًا ولا يستخدمون برايل، نظام الكتابة اللمسي الذي يشترك المعهد في اسمه معه. بحثت أعمال التصميم التطبيقي عن خط يناسب احتياجات معهد برايل ولكنها لم تتمكن من العثور عليه. من خلال تجربة كل من الخطوط ذات التذييل والخطوط غير ذات التذييل بما في ذلك تايمز نيو رومان و فروتيجير، وجدوا أن التمييز بين الحروف المتجانسة، وحتى بين بعض الأحرف التي لا تبدو متشابهة جدًا مع الأشخاص المبصرين تمامًا، كان صعبًا على الأشخاص ضعاف البصر جزئيًا بسبب تركيز هذه الخطوط على التوحيد. وبالتالي تحول المشروع إلى إنشاء خط يعطي الأولوية للقراءة للمجتمع الذي يخدمه معهد برايل.
وضع المدير الإبداعي لشركة أعمال التصميم التطبيقي للعمل، كريج دوبي، إليوت سكوت مسؤولاً عن تصميم الخط. بناءً على قلب بدون تشعبات غريب، عمل فريق أعمال التصميم التطبيقي للعمل على التأكد من عدم إمكانية الخلط بين أي من رموز الخط وأي حرف آخر، والتشاور مع عملاء معهد برايل والتعرف على الأبحاث المتعلقة بالوضوح. أطلق معهد برايل على المنتج النهائي اسم مؤسس المعهد، جيه روبرت أتكينسون، وأصدره على موقعه على الويب من خلال ترخيص مخصص؛ في عام 2021، جعلوه متاحًا من خلال خطوط جوجل بموجب ترخيص الخطوط المفتوحة.
في عام 2019، فاز أتكينسون مفرط القراءة بجائزة فاست كومباني في التصميم للتصميم الجرافيكي. وفي العام التالي، تم إدراجه في القائمة المختصرة لجائزة التصميم الجرافيكي التي تقدمها ديزين، وخسر أمام سلسلة من الطوابع المتفاعلة مع الحرارة والتي توضح تغير المناخ.
في عام 2025، أصدر معهد برايل خط أتكينسون هايبرليبل التالي، وهو نسخة محسنة من الخط بوزن متغير ومجموعة أحرف موسعة لدعم المزيد من اللغات، بالإضافة إلى نسخة أحادية المسافة.

## التصميم
يحتوي أتكينسون مفرط القراءة على أربعة أنماط، كل منها يحتوي على 335 حرفًا عادي، غامق، مائل، ومائل غامق. يدعم علامات التشكيل في 27 لغة.
اتخذ إليوت سكوت من شركة أعمال التصميم التطبيقي والمدير الإبداعي للاستوديو كريج دوبي قرارًا "بكسر العديد من القواعد التي يهتم بها العديد من المصممين"، على سبيل المثال، إضافة حروف ذنابة إلى الحرف الكبير آي ولكن ليس إلى الحرف الكبير تي وإعطاء الحرف الكبير اي أف ربطة عنق (شريط وسطي) أطول بكثير من الحرف الكبير اي. يكتب مارك ويلسون من شركة فاست كومباني:
إذا تأملت خصائصه لفترة طويلة، سيبدو لك خط أتكينسون مفرط القراءة وكأنه يعاني من أزمة هوية، كما لو أن عشرات الخطوط جُمعت لتكوين خط واحد. لكن عند كتابته على صفحة، عولج بدقة في التباعد بين الحروف، بحيث تتقبله العين العادية، كما لو كان أي خط آخر.
من الجهود الأخرى لتمييز الحروف المبالغة في أشكالها وزاوية نتوءاتها. يوجد العديد من الدوائر في كتاب أتكينسون هايبرليجيبل، في إشارة إلى نقاط برايل ومعهد برايل.

## روابط خارجية
- أتكينسون هايبرليبل.
- وثيقة موجزة.
- Atkinson Hyperlegible في خطوط Google.
- atkinson-hyperlegible على غيت هاب.